# Loi de Kumaraswamy
En théorie des probabilités et en statistique, la loi de Kumaraswamy ou loi de Kumaraswamy doublement bornée est une loi de probabilité continue dont le support est {\displaystyle \scriptstyle [0,1]} et dépendant de deux paramètres de forme {\displaystyle a} et {\displaystyle b}.
Elle est similaire à la loi bêta, mais sa simplicité en fait une loi utilisée spécialement pour les simulations grâce à la forme simple de la densité de probabilité et de la fonction de répartition. Cette loi a été initialement proposée par Poondi Kumaraswamy (en) pour des variables minorées et majorées.

## Caractérisations

### Fonction de densité
La densité de probabilité de la loi de Kumaraswamy est :
{\displaystyle f(x;a,b)={\begin{cases}abx^{a-1}{(1-x^{a})}^{b-1}&{\hbox{pour }}x\in [0,1]\\0&{\text{sinon. }}\end{cases}}}

### fonction de répartition
La fonction de répartition de la loi de Kumaraswamy est :
{\displaystyle F(x;a,b)={\begin{cases}1-(1-x^{a})^{b}&{\hbox{pour }}x\in [0,1]\\0&{\text{sinon}}.\end{cases}}}

### Généralisation sur un intervalle quelconque
Dans sa forme simple, la loi a pour support [0,1]. Dans une forme plus générale, la variable normalisée {\displaystyle x} est remplacée par la variable {\displaystyle z} non normalisée définie par :
{\displaystyle x={\frac {z-z_{\text{min}}}{z_{\text{max}}-z_{\text{min}}}},\qquad z_{\text{min}}\leq z\leq z_{\text{max}}.\,\!}

## Propriétés
Les moments de la loi de Kumaraswamy sont donnés par
{\displaystyle m_{n}=\mathbb {E} (X^{n})={\frac {b\Gamma \left(1+{\tfrac {n}{a}}\right)\Gamma (b)}{\Gamma \left(1+b+{\tfrac {n}{a}}\right)}}=b\mathrm {B} \left(1+{\frac {n}{a}},b\right)\,}
où Γ est la fonction gamma et Β est la fonction bêta. La variance, l'asymétrie et le kurtosis peuvent être calculés à partir de ces moments ; par exemple, la variance est donnée par :
{\displaystyle \sigma ^{2}=m_{2}-m_{1}^{2}.}

## Relation avec la loi bêta
La loi de Kumaraswamy possède des relations étroites avec la loi bêta. On considère {\displaystyle X_{a,b}} est une variable aléatoire de la loi de Kumaraswamy avec les paramètres a et b. Alors {\displaystyle X_{a,b}} est la racine a-ième d'une variable aléatoire de loi bêta.
Plus formellement, notons {\displaystyle Y_{1,b}} est une variable aléatoire de loi bêta avec pour paramètres {\displaystyle \alpha =1} et {\displaystyle \beta =b}. il existe alors une relation entre {\displaystyle X_{a,b}} et {\displaystyle Y_{1,b}} :
{\displaystyle X_{a,b}=Y_{1,b}^{1/a},}
dont l'égalité est une égalité entre lois, c'est-à-dire :
{\displaystyle \mathbb {P} (X_{a,b}\leq x)=\int _{0}^{x}abt^{a-1}(1-t^{a})^{b-1}dt=\int _{0}^{x^{a}}b(1-t)^{b-1}dt=\mathbb {P} (Y_{1,b}\leq x^{a})=\mathbb {P} (Y_{1,b}^{1/a}\leq x).}
On peut alors introduire des lois de Kumaraswamy en considérant des variables aléatoires de la forme {\displaystyle Y_{\alpha ,\beta }^{1/\gamma }}, avec {\displaystyle \gamma >0} et où {\displaystyle Y_{\alpha ,\beta }} est une variable aléatoire de loi bêta avec paramètres {\displaystyle \alpha } et {\displaystyle \beta }. Les moments de la loi de Kumaraswamy sont donnés par :
{\displaystyle m_{n}={\frac {\Gamma (\alpha +\beta )\Gamma (\alpha +n/\gamma )}{\Gamma (\alpha )\Gamma (\alpha +\beta +n/\gamma )}}.}
Il est à remarquer que l'on peut obtenir  les moments originaux en posant {\displaystyle \alpha =1}, {\displaystyle \beta =b} et {\displaystyle \gamma =a}. La fonction de répartition n'a cependant pas une forme simple.

## Relations avec d'autres lois
- Si {\displaystyle X\sim {\textrm {Kumaraswamy}}(1,1)\,} alors {\displaystyle X\sim {\mathcal {U}}(0,1)\,}
- Si {\displaystyle X\sim U(0,1)\,} (loi uniforme continue) alors {\displaystyle {\left(1-{\left(1-X\right)}^{\tfrac {1}{b}}\right)}^{\tfrac {1}{a}}\sim {\textrm {Kumaraswamy}}(a,b)\,}
- Si {\displaystyle X\sim {\textrm {Beta}}(1,b)\,} (loi bêta) alors {\displaystyle X\sim {\textrm {Kumaraswamy}}(1,b)\,}
- Si {\displaystyle X\sim {\textrm {Beta}}(a,1)\,} (loi bêta) alors {\displaystyle X\sim {\textrm {Kumaraswamy}}(a,1)\,}
- Si {\displaystyle X\sim {\textrm {Kumaraswamy}}(a,1)\,} alors {\displaystyle (1-X)\sim {\textrm {Kumaraswamy}}(1,a)\,}
- Si {\displaystyle X\sim {\textrm {Kumaraswamy}}(1,a)\,} alors {\displaystyle (1-X)\sim {\textrm {Kumaraswamy}}(a,1)\,}
- Si {\displaystyle X\sim {\textrm {Kumaraswamy}}(a,1)\,} alors {\displaystyle -\ln(X)\sim {\mathcal {E}}(a)\,}, où {\displaystyle {\mathcal {E}}(\lambda )\,} désigne la loi exponentielle de paramètre λ.
- Si {\displaystyle X\sim {\textrm {Kumaraswamy}}(1,b)\,} alors {\displaystyle -\ln(1-X)\sim {\mathcal {E}}(b)\,.}